# Klingen (Sachsenhausen)
Klingen (auch Clingen, Klingeren) war eine Siedlung unmittelbar südöstlich des bebauten heutigen Stadtgebiets von Sachsenhausen im nordhessischen Landkreis Waldeck-Frankenberg.  

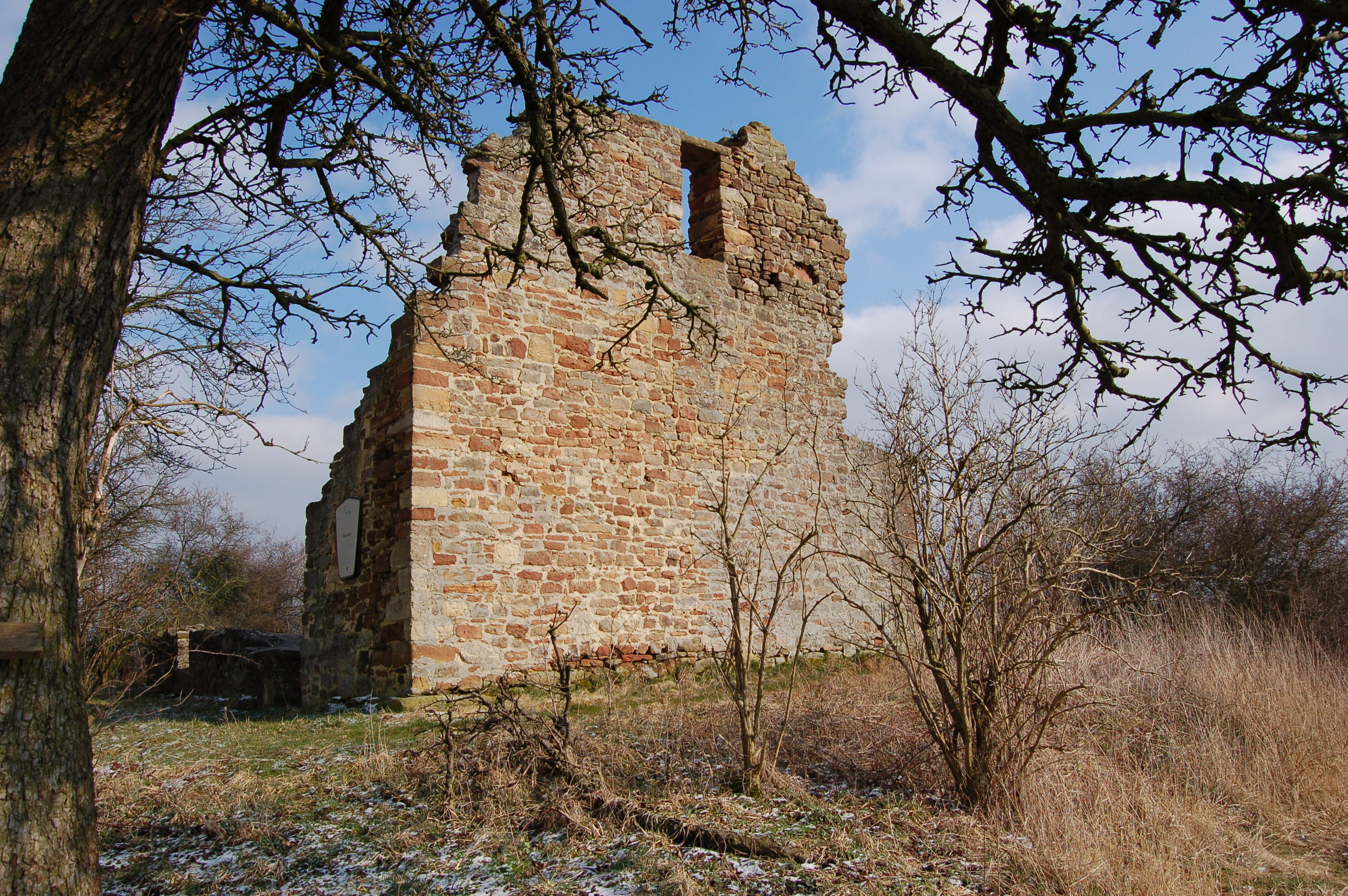
Ruine der Klinger Kirche – Westgiebel

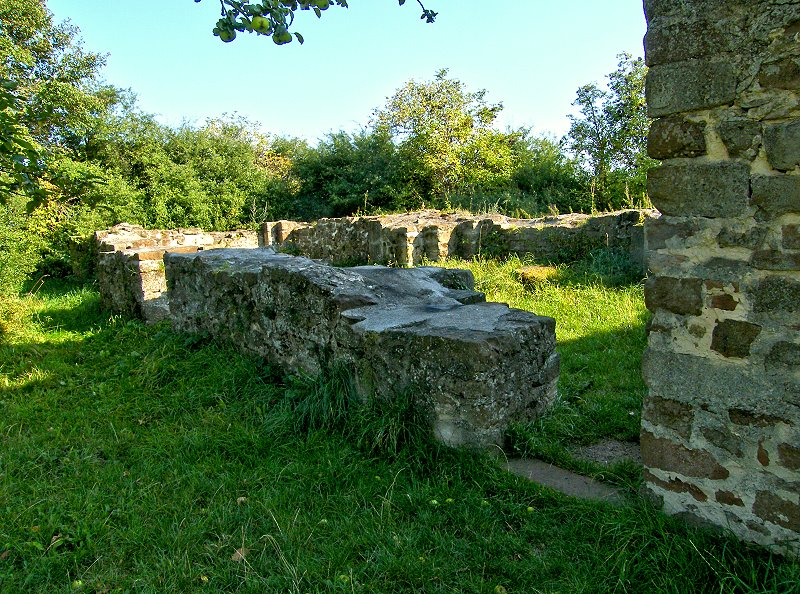
Ruine der Klinger Kirche – Grundmauern

## Geschichte
Der Ort befand sich etwa 300 m östlich der Landesstraße L 3200 nach Nieder-Werbe und 250 m südlich der Bundesstraße 485 nach Netze. Ein Pfarrer in Klingen wird im Jahre 1222 erwähnt. Der einzige heute noch sichtbare Rest der ehemaligen Siedlung ist die Ruine der romanischen Klinger Kirche, ein einschiffiger Bau mit drei weit gespannten Jochen, von dem noch der Westgiebel und die Grundmauern bis auf etwa 1,50 m Höhe erhalten sind.
1270 bestätigte der Rat von Sachsenhausen in zwei am gleichen Tage ausgestellten separaten Urkunden, dass Ludwig von Clingen, vermutlich ein Bürger der Stadt, der Infirmaria (Krankenpflegerin) des  Klosters Marienthal in Netze zu seinem Seelgedächtnis eine jährliche Fruchtrente vermacht und dem Kloster Werbe eine entsprechende Stiftung gemacht hätte. Im Jahre 1291 wird auch eine matrona Gertrud de Clingen, Bürgerin in Sachsenhausen, erwähnt, die bis zu ihrem Tode als Leibgedinge die Hälfte der Fruchtrente beziehen sollte, die Johann von Wiera in diesem Jahr dem Kloster Marienthal schenkte. Welche Verbindung zwischen Gertrud und Ludwig von Clingen bestand, ist unbekannt.
Der Siedlung wurde vermutlich nach der Gründung des nahen Sachsenhausen allmählich aufgegeben, als ihre Bewohner nach und nach in das von Graf Adolf I. von Waldeck (1228–1270) gegründete, mit Stadt- und Marktrechten ausgestattete und mit Stadtmauer und Türmen befestigte Sachsenhausen zogen. 
Heute erinnern außer der Kirchenruine noch die Flurnamen Klinger Berg und Klinger Klippen und der Klingebach an das verschwundene Dorf.

## Die Sage vom Glockenraub aus der Klinger Kirche
Der Abt des Klosters Berich wollte seiner Geliebten, der Äbtissin des Klosters in Werbe, ein besonderes Geschenk machen.  Er gedachte, die drei Glocken aus der Klinger Kirche zu stehlen und der Äbtissin für ihre Klosterkirche zu schenken.  Die von ihm gedungenen Diebe zogen mit einem Pferdewagen nächtens über Nieder-Werbe und den Rothacker nach Klingen.  Da der Weg durch sumpfiges Gebiet führte, ließen sie ihn mit brennenden Fackeln markieren, um wieder sicher zurückfinden zu können.  Ein junger Bursche aus Klingen bemerkte jedoch den Diebstahl.  Da nicht genug Zeit war, Hilfe zu holen, lief er zum Rothacker, stellte die Fackeln an anderen Stellen auf und versteckte sich danach im Wald.  Als bald darauf die Glockenräuber mit ihrem Diebesgut zurückfuhren und im Dunkeln den Fackeln folgten, gerieten sie ins Moor, wo Pferde, Wagen, Glocken und Diebe versanken. Noch heute sagt man in Ober-Werbe, wenn sich  Glühwürmchen zeigen: Das sind die Wichtel, die nach den Glocken suchen.
Koordinaten: 51° 14′ 16″ N, 9° 1′ 6″ O